# Seyidbazar
Seyidbazar är en ort i Azerbajdzjan.   Den ligger i distriktet Cəlilabad Rayonu, i den sydöstra delen av landet, 180 km sydväst om huvudstaden Baku. Seyidbazar ligger 110 meter över havet och antalet invånare är 1 171.
Terrängen runt Seyidbazar är platt åt nordost, men åt sydväst är den kuperad. Närmaste större samhälle är Dzhalilabad, 6,9 km nordost om Seyidbazar.
Trakten runt Seyidbazar består till största delen av jordbruksmark. Runt Seyidbazar är det ganska tätbefolkat, med 104 invånare per kvadratkilometer.